# Trimeresurus flavomaculatus
Espèce
Synonymes
- Megaera flavomaculatus Gray, 1842
- Megaera ornata Gray, 1842
- Megaera variegata Gray, 1842
- Trimeresurus schadenbergi Fisher, 1885
- Trimeresurus halieus Griffin, 1910
- Parias flavomaculatus (Gray, 1842)

Statut de conservation UICN

 LC  : Préoccupation mineure
Trimeresurus flavomaculatus ou crotale des Philippines est une espèce de serpents de la famille des Viperidae.

## Répartition
Cette espèce est endémique des Philippines. Elle se rencontre dans les îles de Camiguin, de Jolo, de Luçon, de Mindanao et de Polillo.

## Description
C'est un serpent venimeux.

## Publication originale
- Gray, 1842 : Synopsis of the species of Rattle-Snakes, or Family of CROTALIDÆ. The Zoological Miscellany, vol. 2, p. 47-51 (texte intégral).